# Lajosmizse vasútállomás
Lajosmizse vasútállomás egy Bács-Kiskun vármegyei vasútállomás a MÁV üzemeltetésében. A belterület északnyugati peremén helyezkedik el, közvetlenül az 5211-es út vasúti keresztezése mellett.

## Áthaladó vasútvonalak
- Budapest–Lajosmizse–Kecskemét-vasútvonal (142)

## Forgalom
| Járat | Útvonal | Gyakoriság                     |
| ----- | --- | ------------------------------ |
| S21   | Budapest-Nyugati – Zugló – Kőbánya alsó – Kőbánya-Kispest – Kispest – Pestszentimre felső – Pestszentimre – Gyál felső – Gyál – Felsőpakony – Ócsa – Inárcs-Kakucs – Dabas – Gyón – Hernád – Örkény – Táborfalva – Felsőlajos – Lajosmizse (– Lajosmizse alsó – Klábertelep – Felsőméntelek – Méntelek – Alsóméntelek – Nagynyír – Hetényegyháza – Úrihegy – Miklóstelep – Kecskemét-Máriaváros – Kecskemét alsó – Kecskemét) | Óránként, hétvégén kétóránként |
| S210  | (Táborfalva → Felsőlajos →) Lajosmizse – Lajosmizse alsó – Klábertelep – Felsőméntelek – Méntelek – Alsóméntelek – Nagynyír – Hetényegyháza – Úrihegy – Miklóstelep – Kecskemét-Máriaváros – Kecskemét alsó – Kecskemét | Munkanapokon napi 2 pár        |

## Közúti megközelítése
Az állomás Lajosmizse belterületének északnyugati szélén található, a Kunszentmiklósra vezető 5211-es út mellett, közúti elérését ez az út biztosítja.

## Története
A Budapest-Lajosmizse közti vasútvonalat 1889. június 8-án adták át a forgalomnak. A századfordulón naponta 8 személy- és 2 vegyesjárat közlekedett Budapestre. A Lajosmizse-Kecskemét vasútvonalat 1905. február 5-én adták át.